# Wendie Malick
Wendie Malick (Buffalo, 13 de dezembro de 1950) é uma atriz, dubladora e ex-modelo americana, mais conhecido por seus papéis em comédias de televisão. Ela participou da série Just Shoot Me!, para o qual foi indicada a dois Primetime Emmy e um Globo de Ouro. Ela também participou da série Hot in Cleveland e dá última temporada de Frasier. Nos cinemas, Malick já participou de vários filmes, como Scrooged, The American President, Racing Stripes, Confessions of a Shopaholic e Alvin e os Esquilos 2. Ela fez mais de 50 aparições em programas de televisão, principalmente em comédias, estrelou vários telefilmes e também já trabalhou com  dublagem, emprestando sua voz á várias personagens de animação.

## Biografia
Em 1972, após se graduar na Universidade de Wesleyan em Ohio, Malick iniciou a carreira de modelo na agência Wilhelmina. Mas partiu para trabalhar para o congressista republicano Jack Kemp. Logo após, ela deixou Washington, D.C., para perseguir a carreira no palco e nas telas. Começou a trabalhar como atriz em 1982.

## Vida pessoal

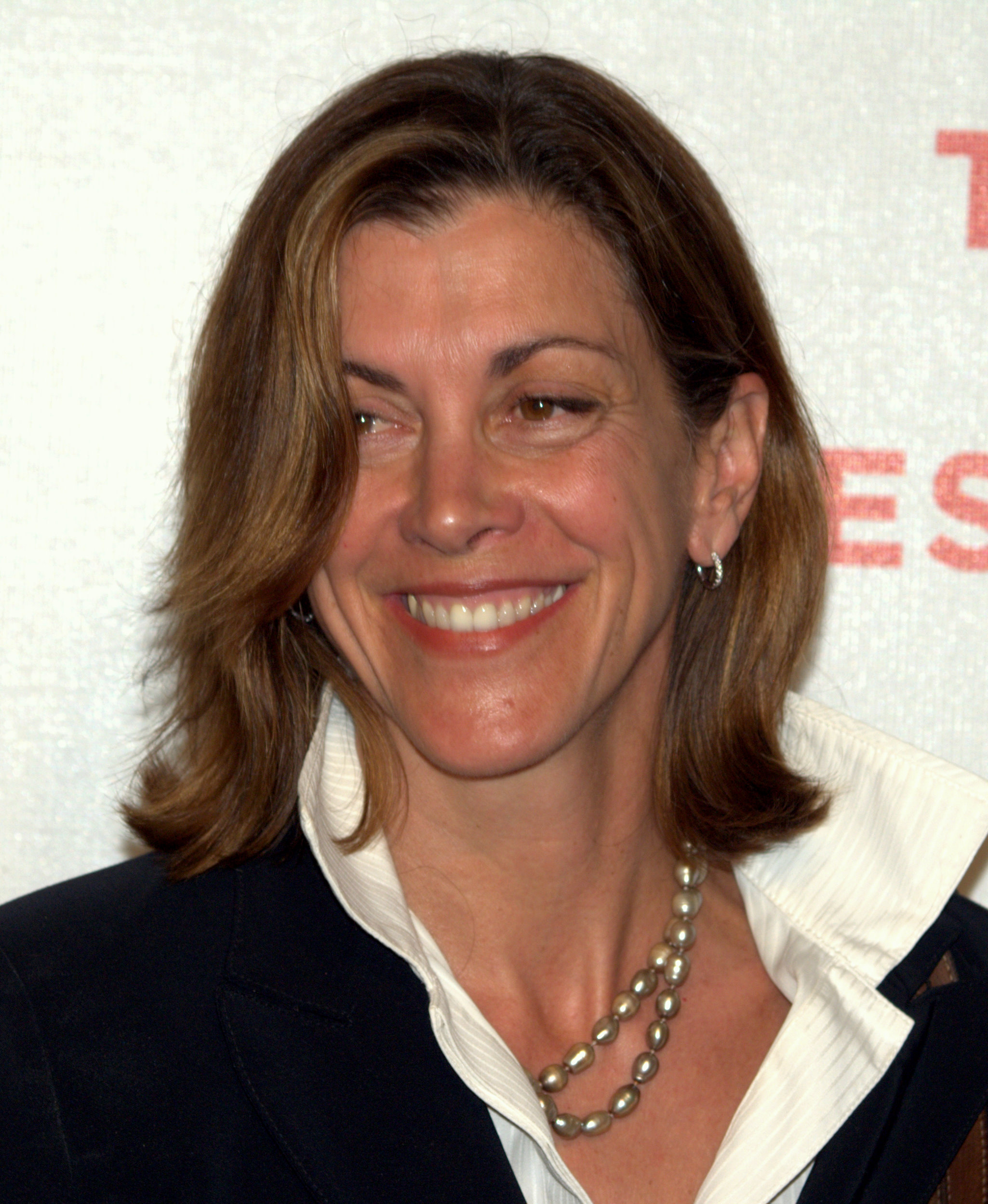
Malick em 2009 no Tribeca Film Festival

Malick foi casada duas vezes: de 1982 a 1989 com ator e roteirista Mitch Glazer, e desde 1995 com Richard Erickson. Através de caridade, ela e ele apoiam um centro médico no Congo, e compartilham um compromisso para com um abrigo de mulheres em Tijuana, no México. Eles não têm filhos e moram na cidade de Santa Mônica, nas Montanhas, com três cachorros, dois cavalos e um gato. 
Malick é adepta da dieta do pescetarianismo, em que come frutos do mar, e nada que contenha carne de outros animais. Ela também faz parte da diretoria da Planned Parenthood e faz doações para candidatos políticos democratas, organizações e causas.